# Товарне
Товарне (словац. Tovarné) — село и одноимённая община в округе Вранов-над-Топлёу Прешовского края Словакии.

## История
Впервые упоминается в 1402 году.
В селе есть римо-католический костел с конца 15 века в стиле готики, перестроенный в 17 веке в стиле барокко, в 1884 году в стиле неоготики, протестантский костел с 1793 года с башней с 1864 года и греко-католическая церковь святых Кирилла и Мефодия из 21 века.

## Население
| Год:                | 1994 | 2004    | 2014    | 2024    |
| ------------------- | ---- | ------- | ------- | ------- |
| Количество человек: | 1056 | 1090    | 999     | 977     |
| Разница:            |      | +3,21 % | −8,34 % | −2,20 % |

Национальный состав населения (по данным последней переписи населения 2001 года):
- словаки — 97,03 %,
- украинцы — 0,93 %,
- цыгане — 0,65 %,
- русины — 0,46 %,
- чехи — 0,19 %,
- венгры — 0,19 %.

Состав населения по принадлежности к религии состоянию на 2001 год:
- римо-католики — 74,72 %,
- греко-католики — 16,54 %,
- протестанты — 2,32 %,
- православные — 1,39 %,
- не считают себя верующими или не принадлежат к одной конфессии — 4,74 %.